# Unclogged
Unclogged – dziewiąta płyta zespołu X wydana w 1995 przez firmę Infidelity Records. Koncert nagrano w Noe Valley Ministries Church w San Francisco w listopadzie 1994 roku.

## Lista utworów
1. White Girl
2. Because I Do
3. Lying In The Road
4. Unheard Music
5. I Must Not Think Bad Thoughts
6. Burning House Of Love
7. The Stage
8. See How We Are
9. True Love
10. The Have Nots
11. The World’s A Mess; It's My Kiss
12. I See Red
13. What's Wrong W/ Me

## Muzycy
- Exene Cervenka – wokal
- Tony Gilkyson – gitara
- John Doe – wokal, gitara basowa
- D.J. Bonebrake – perkusja